# Chebsaurus
Chebsaurus algeriensis
Genre
Espèce
Le Chebsaurus, aussi surnommé le géant de Ksour (the Giant of Ksour), est un genre éteint de dinosaures sauropodes cétiosauridés. Il a vécu en Algérie durant le Jurassique moyen.
L'espèce type, Chebsaurus algeriensis, a été décrite par Farida Mahammed et al. en 2005. Elle est basée sur des fossiles retrouvés en Algérie dans la partie occidentale du massif d'Atlas.

## Étymologie
Le nom générique est tiré de « Cheb » qui est une appellation populaire de la région ouest de l’Algérie pour désigner un adolescent de façon informelle (le dinosaure en question étant mort au stade juvénile). Le nom spécifique fait référence au pays dans lequel il a été trouvé.

## Description
Faisant partie du clade des Eusauropoda, il se différencie d'autres sauropodes du Jurassique moyen et inférieur sur la base de nombreux caractères anatomiques, tout en présentant nombre d’affinités avec les espèces Lapparentosaurus madagascariensis et Cetiosaurus oxoniensis.
La taille de ce specimen juvénile a été estimée entre 8 et 9 mètres de long.